# Desire for Sorrow
Desire for Sorrow (volným překladem z angličtiny Touha po smutku) je česká kapela hrající melodický black metal. Vznikla v roce 2009. Její členové pocházejí z Jihočeského kraje (České Budějovice). Důležitou část zvuku v jejich hudbě tvoří klávesy, které byly při koncertech hrané živě, současně však klávesistu nahradily samply. Zakládající členové kapely, kytarista Jiří Zíka a klávesista Jan Pavlíček, působili dříve také v death metalové kapele Pentamoan.
Debutní studiové album At Dawn of Abysmal Ruination vyšlo roku 2014.
Do širšího povědomí se kapela dostala díky soutěži MetalGate Massacre, která se konala v roce 2014 a kterou kapela vyhrála. V roce 2016 odehrála kapela turné po Mexiku.
V roce 2017 vyšlo druhé studiové album Visions.

## Diskografie

### Dema
- Angels of Revenge (2010)

### Studiová alba
- At Dawn of Abysmal Ruination (2014)
- Visions (2017)

### Split nahrávky
- Damnation & The Rotten Blood (2016) – split CD s kapelou Awrizis

## Členové

### Současní členové
- Jiří Zíka - kytara, zpěv (2009 - současnost)
- Marek Horváth - kytara (2015 - současnost)
- Ondřej Horváth - bicí (2019 - současnost)
- František Vávra - kytara (2014 - 2015), baskytara (2017 - současnost)

### Bývalí členové
- Jan Pavlíček - klávesy, zpěv (2009 - 2017)
- Karel Vlášek - baskytara (2010 - 2017)
- Jan Nirnberg - bicí (2010 - 2017)
- František Vávra - kytara (2014 - 2015)
- Roman Huszar - kytara (2009 - 2014)
- Libor Všetečka - bicí (2017 - 2019)